# Mare Nostrum (videogioco)
Mare Nostrum è un DLC per Red Orchestra: Ostfront 41-45 scaricabile su Steam creato dalla comunità di Steam Sandstorm Production. È uno sparatutto in prima persona multigiocatore. Il gioco si svolge nel teatro della seconda guerra mondiale del Nord Africa, Mediterraneo e Medio Oriente

## Modalità di gioco
Il gioco segue gli stessi principi di Red Orchestra: Ostfront 41-45. È basato sul multigiocatore online. Si può giocare in singleplayer solo nella modalità "pratica", in cui si può imparare a giocare. Ogni giocatore assume il ruolo di un fante o un carrista della seconda guerra mondiale e ogni squadra deve completare diversi obiettivi. La maggior parte dei giochi ruota attorno ad uno stile di attacco e difesa, per cui una squadra deve conquistare zone della squadra opposta per vincere.

## Sviluppo
Mare Nostrum fu ideato l'8 agosto 2006 da due gruppi relativi a Red Orchestra: Ostfront 41-45, Campagna Italiana e Burning Sands. Il gruppo Campagna Italiana proponeva di creare "Mare Nostrum: Campagna Italiana '43-'45" ambientato nel Sud Italia, mentre il gruppo Burning Sands avrebbe voluto creare "Mare Nostrum: Afrikafeldzug '40-'43", ambientato in Nord Africa. Dall'unione delle due idee fu creato il gioco definitivo che fu pubblicato pubblicamente la prima volta il 1º marzo 2008. Furono però presto individuati bug e glitch che furono risolti fino alla versione definitiva che fu pubblicata su Steam il 17 ottobre 2008.

## Riconoscimenti
Mare Nostrum è stato considerato da ModDB una delle migliori 100 mod del 2007